# Infostealer.Wayi
Infostealer.Wayi是Infostealer病毒的變種，是一隻專門用來盜取華義國際代理網路遊戲《熱血江湖》用戶資料的木馬程式。假若宿體電腦內執行有中國大陸生產的軟體防火牆噬菌体或天网防火墙，病毒還會把它們關閉。